# Tudo Que Você Quiser
"Tudo Que Você Quiser" é o primeiro single do cantor e compositor brasileiro Luan Santana, extraído do álbum O Nosso Tempo É Hoje . É a primeira faixa de divulgação do DVD que foi gravado em Itu, que teve pré-estreia no dia 19 de outubro de 2013, em 18 salas de cinema do Brasil. E o DVD físico começou a ser vendido no dia 21 de outubro de 2013.

## Lista de faixas
| Download digital |                        |         |  |
| N.º              | Título                 | Duração |  |
| 1.               | "Tudo Que Você Quiser" | 4:09    |  |

## Desempenho nas tabelas musicais

### Posições
| Tabela musical (2014)                     | Melhor posição |
| ----------------------------------------- | -------------- |
| Brasil - Billboard Brasil Hot 100 Airplay | 2              |

## Prêmios e indicações
| Ano  | Prêmio           | Categoria     | Resultado | Ref.  |
| ---- | ---------------- | ------------- | --------- | ----- |
| 2013 | Melhores do Ano  | Música do Ano | Indicado  | [ 5 ] |
| 2014 | Prêmio Multishow | Melhor Música | Venceu    | [ 6 ] |